# Hypocrisy
Hypocrisy (укр. Лицемір'я) — музичний гурт зі Швеції, що грає в стилі мелодійний дез-метал.
Створений у в 1990 році в Людвіці, Швеція, Петером Тегтгреном. У музичному плані, гурт почав з традиційного дез-метал звучання, в якому були записані їх перші альбоми. Починаючи з 1995 року, Hypocrisy перейшли на мелодійний дез-метал. Ранні пісні, що були записані з першим вокалістом Массі Бробергом мали тематику боротьби — християнства та сатанізму. Однак гурт пізніше вирішив зосередити увагу на ліричній тематиці, паранормальній та позаземній, що змусило Броберга піти з гурту (і увійшов до складу гурту Dark Funeral, як Імператор Калігула Маг). Їх десятий альбом, Virus, містить тексти типовіші для дез-металу — насильство, жахи реальності, божевілля, тортури, війна, наркоманія, і емоційна боротьба.

## Історія

### 1990—1995
Hypocrisy сформувались в Людвіці, Швеція гітаристом Петером Тегтгреном в жовтні 1991 року. Крім Hypocrisy, Тегтгрен проявив себе у таких відомих гуртах як Pain, Lockup, The Abyss і Bloodbath. Також варто зазначити що Тегтгрен володіє своєю студією звукозапису Abyss Studios, що має попит з боку таких видатних метал-гуртів як Children of Bodom, Dimmu Borgir, Therion, Celtic Frost, Dark Funeral, Destruction, Immortal тощо. Hypocrisy були спочатку відомі як Seditious. Задовго до цього, Тегтгрен і барабанщик Ларс Секе були членами Conquest, і були учасниками до 1984 року. Hypocrisy створились, коли Тегтгрен повернувся з Північної Америки. Seditious дебютували з демокасетою Rest In Pain у 1991 році. Цю касету світ так і не побачив, оскільки Петер Тагтгрен був незадоволений голосовим виконанням. Проте треки Nightmare і Left To Rot стали першими піснями Hypocrisy. Ряди Hypocrisy поповнились басистом Мікаелем Хедлундом, вокалістом Epitaphvotary Масі Бробергом. Як Hypocrisy, гурт підписав контракт з німецьким лейблом Nuclear Blast, і випустили перший альбом Penetralia у 1992 році. Ранні Hypocrisy грали безкомпромісний Death Metal флоридської школи, що характеризується глибоким гроулінгом, важкими гітарними рифами та безкомпромісними бластбітами. Альбом був записаний на власній студії Тегтгрена. Після випуску альбому з гурту пішов гітарист Йонас Остерберг. Наступним релізом Hypocrisy став EP Pleasure of Molestation, виданий на Relapse Records. У вересні 1993 року виходить вже другий повноцінний альбом Osculum Obscenum на Nuclear Blast Records. Окрім інших пісень на альбом увійшла кавер-версія композиції гурту Venom під назвою Black Metal.
Venom тому, що вони завжди були для нас великим натхненням, а ця річ — напевно їхня найкраща композиція. Зробили ми це для самих себе, адже ми любимо black metal, виросли на Bathory і Slayer. Це вийшло якось натурально.
Після виходу Osculum Obscenum з гурту пішов вокаліст Масі Броберг, а сам гурт відправився в турне по Європі разом з Brutality, водночас випустивши EP Inferior Devoties. Після туру в кінці літа 1994 року був випущений третій повноформатний альбом під назвою The Fourth Dimension. Альбом став повільнішим в порівнянні з попередніми, випробувавши впливи деяких інших стилів і напрямів. Крім того, по словах Тегтгрена, на альбомі вдалося створити атмосферу депресії. За деякими оцінками за три місяці альбом розійшовся у кількості 45000 екземплярів. Напередодні нового альбому в 1995 році лімітованим накладом в 3000 екземплярів виходить EP Maximum Abduction, на який, окрім інших, увійшла кавер-версія композиції Strange Ways гурту Kiss.

## Склад

### Поточний склад
- Петер Тегтгрен — вокал, соло-гітара, клавішні
- Мікаель Хедлунд — бас
- Томас Елофссон — ритм-гітара
- Хенрік Аксельссон — барабанщик (в якості сесійного учасника)

### Колишні учасники
- Магнус «Массе» Броберг — вокал (1992—1993)
- Йонас Йостерберг — гітара (1992)
- Андреас Холма — гітара (2004—2006)
- Матіас Камійо — гітара (Концертні виступи) (1998)
- Клас Ідеберг — гітара (Концертні виступи) (2006)
- Алексі Лайхо — гітара (Концертні виступи) (2009)
- Ларс Сьоке — барабани (1992—2004)
- Рейдар «Хорг» Хоргхаген — барабани (2004—2022)|  | Ця стаття не містить посилань на джерела. Ви можете допомогти поліпшити цю статтю, додавши посилання на надійні (авторитетні) джерела. Матеріал без джерел може бути піддано сумніву та вилучено. (вересень 2011) |